# Haimhausen
Haimhausen település Németországban, azon belül Bajorországban. Lakosainak száma 5928 fő (2023. december 31.).

## Népesség
A település népessége az elmúlt években az alábbi módon változott:
| Lakosok száma | 734  | 1690 | 2701 | 3673 | 5029 | 5237 | 5514 | 5579 | 5724 | 5928 |
|               | 1875 | 1950 | 1975 | 1987 | 2012 | 2014 | 2016 | 2017 | 2021 | 2023 |